# Hamszu
Hamszu (arab. حمشو) – wieś w Syrii, w muhafazie Aleppo, w dystrykcie Afrin. W 2004 roku liczyła 525 mieszkańców.